# 퍼스트런
퍼스트런(FirstRun Inc.)은 2012년에 설립된 대한민국의 영화 수입·배급사이다.

## 주요 작품
- 《노트북》 (2004)
- 《엑스》 (2014)
- 《뱀파이어에 관한 아주 특별한 다큐멘터리》 (2014)
- 《터미널》 (2015)
- 《러빙 빈센트》 (2017)
- 《아이 엠 마더》 (2018)
- 《용길이네 곱창집》 (2018)
- 《극장판 시티헌터: 신주쿠 프라이빗 아이즈》 (2019)
- 《더 세컨드》 (2020)